# هوانغ سونج-مين
هوانغ سونج-مين (23 يونيو 1991 بكوريا الجنوبية - ) هو لاعب كرة قدم كوري جنوبي في مركز حراسة المرمى. شارك مع منتخب كوريا الجنوبية تحت 23 سنة لكرة القدم. أما مع النوادي، فقد لعب مع Chungju Hummel FC ‏.

## وصلات خارجية
- هوانغ سونج-مين على موقع دوري كوريا الجنوبية (الإنجليزية)
- هوانغ سونج-مين على موقع قاعدة بيانات كرة القدم.إي يو (الإنجليزية)
- هوانغ سونج-مين على موقع Soccerway.com (الإنجليزية)